# 阿尔芒松河畔蒙蒂尼
阿爾芒松河畔蒙蒂尼（法語：Montigny-sur-Armançon，法語發音：[mɔ̃tiɲi syʁ aʁmɑ̃sɔ̃]）是法国科多尔省的一个市镇，位于该省西部，属于蒙巴尔区。

## 地理
阿尔芒松河畔蒙蒂尼（47°26'0"N, 4°22'27"E）面积8.12 平方千米，位于法国勃艮第-弗朗什-孔泰大區科多尔省，该省份为法国中东部省份，北起奥布省，西接涅夫勒省和约讷省，南至索恩-卢瓦尔省，东南接汝拉省，东临上索恩省，东北部与上马恩省接壤。
与阿尔芒松河畔蒙蒂尼接壤的市镇（或旧市镇、城区）包括：蓬和马塞讷、圣厄夫罗纳、下沙里尼新城、布罗、布里亚尼、勒瓦勒拉雷。

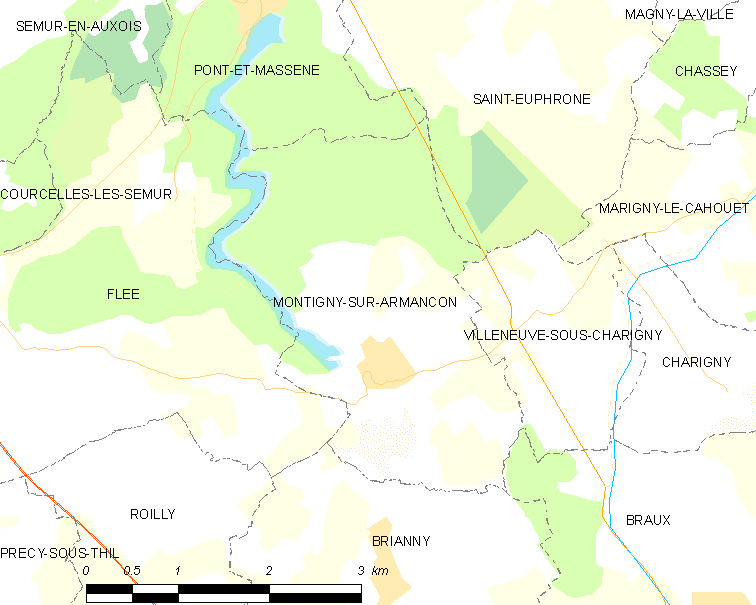
阿尔芒松河畔蒙蒂尼的OSM定位图

阿尔芒松河畔蒙蒂尼的时区为UTC+01:00、UTC+02:00（夏令时）。

## 行政
阿尔芒松河畔蒙蒂尼的邮政编码为21140，INSEE市镇编码为21431。

## 政治
阿尔芒松河畔蒙蒂尼所属的省级选区为欧苏瓦地区瑟米尔县。

## 人口

1962-2008年间阿尔芒松河畔蒙蒂尼人口变化图示

阿尔芒松河畔蒙蒂尼于2022年1月1日时的人口数量为157人。